# Theodor Heuberger
Theodor Heuberger (Munique, 13 de janeiro de 1898 — ?, 1987) foi um pintor, empreendedor cultural e marchand brasileiro de origem alemã.
Teve um papel marcante como empreendedor artístico-cultural no Brasil a partir do final da década de 20, sendo fundador da Sociedade Pró-Arte de Artes, Ciências e Letras, em 1931, apoiado por diversos artistas da época, como Cândido Portinari, Lasar Segall, Cecília Meireles e Alberto Guignard .
Em 1950 patrocinou o eminente maestro Hans-Joachim Koellreutter, incentivando-o a criar em Teresópolis uma escola de música com a pedagogia do músico. A escola deu origem aos Seminários de Música Pró-Arte por onde passaram renomados músicos e artistas brasileiros .
Naturalizou-se brasileiro e foi condecorado pelos governos da Alemanha, Áustria e Brasil. Recebeu o título de “Comendador da Ordem do Mérito do Estado do Rio de Janeiro” (1974) e os diplomas da Prefeitura Municipal de Teresópolis de “Honra ao Mérito” (1966) e de “Menção Honrosa” (1973). A Câmara Municipal de Teresópolis, outorgou-lhe o título de Cidadão Honorário de Teresópolis em 6 de julho de 1965, em homenagem de reconhecimento aos seus altos serviços prestados a esta cidade e às suas realizações pela cultura em geral no Brasil.